# Храм Пророка Илии на Воронцовом Поле
Храм Пророка Илии на Воронцовом поле — православный храм в Таганском районе Москвы. С ноября 2019 года регулярно проводятся богослужения. Имеет статус объекта культурного наследия федерального значения.
В ХХ веке был занят Музеем Востока, здание сильно перестроено и требует реставрации для восстановления церковного облика. Богослужения проводятся.

## Архитектура
Церковь состоит из нескольких объёмов. Самый маленький, выступающий вперед северный объём был построен в 1654 году в стиле русского узорочья с двумя декоративными шатрами (ныне утраченными). Позже фасад церкви был переделан в русском стиле. Примыкающий к нему с юга бесстолпный пятиглавый четверик был построен в 1702 году и украшен наличниками в стиле московского барокко. Самый большой объём — пристроенная к церквям с запада огромная трапезная, декорированная в русском стиле.
В XIX веке церковь дважды подвергалась перестройке: в 1840 году по проекту архитектора Козловского на средства купцов братьев Усачёвых, и в 1870 году на деньги купца Герасима Хлудова. В 1876—1878 годах архитектор Павел Зыков пристроил к церкви трапезную и колокольню (которая ныне утрачена).
После революции храм был обезглавлен и переделан в обычное здание. В настоящее время ведутся реставрационные работы.

## История
Построен в XV веке в честь победы над татарскими войсками. Битва произошла на этом месте 20 июля, в день памяти Илии Пророка. Согласно летописи, первое упоминание об храме датируется 1476 годом. Церковь находилась в селе Воронцово, в сосновом бору. В конце XV века Иван III построил здесь загородный дворец, потому церковь носила статус придворной. В начале XVI века село отошло Василию III. 25 марта Василий праздновал день рождения и эта дата совпадала с праздником Благовещения, после этого он построил около храма каменную церковь Благовещения. Она была построена с 1514 года по 1516 год итальянским зодчим Алевизом. После 1525 года Василий не посещал церковь, потому храм стал приходским.
В 1611 г. при церкви был погребен Прокопий Ляпунов и погибший вместе с ним дворянин Ржевский.
В лето 1653 года в Москве наступила засуха, жители устрашились. Алексей Михайлович сказал, что построит храм в честь святого, в день которого польёт дождь. Когда 20 июля 1653 года полил дождь, то Алексей на месте старого храма во имя Илии на Воронцовом поле обустроил новый. Пристроен Ильинский предел. В начале XVIII века церковь Благовещения разобрали. Её заменили храмом с пятью главами в стиле барокко. В середине того же века построили колокольню на уровне «красной линии», её разрушили во время СССР. В XIX веке церковь дважды перестраивали.
С 1860-х годов настоятелем Ильинской церкви служил протоиерей Дмитрий Языков (1824—1908), известный духовный писатель, отец литературоведа и библиографа Дмитрия Языкова (1850—1918), директора библиотеки Императорского Московского университета.

### После революции
В 1929 году храм был закрыт советскими властями. Главы и шатры были снесены в 1930—1931 годах во время приспособления здания под Музей восточных культур, колокольня была уничтожена в 1935. В 1965 г. на месте алтарей основного храма построено складское здание, флигель, окончательно видоизменивший первоначальный облик здания.
В ХХ веке зданием владел переименованный уже Музей искусства народов Востока, в XXI веке в церкви находилось его фондохранилище. Внутри все пространство перестроено для экспозиционных залов и запасника. Прежний основной объём церкви заставлен кирпичными столбами, поддерживающими межэтажную перегородку.
В 1970 году Исполком Моссовета вынес решение о перемещении экспозиции Музея Востока в дом на Никитском бульваре, 12 - Дом Луниных.
К 1990 году музей отсюда переехал, хотя в храме остались его мастерские.
22 сентября 1992 года была возрождена Приходская община храма Св. пророка Божия Илии.
Общиной, выступающей за возвращение храма, была устроена временная домовая Ильинская церковь. С 2000 года регулярные богослужения проводились в «новом» Ильинском храме — домовой церкви, устроенной в на 2-м этаже бывшего дома причта Ильинской церкви.
1 октября 2019 года здание было возвращено Церкви. С ноября 2019 года богослужения проводятся на верхнем этаже застроенной церкви.
Восстановление храма производится силами добровольцев.